# Ринго, Джонни
Джон Питерс Ринго (англ. John Peters Ringo), также известный как Джонни Ринго (англ. Johnny Ringo); 3 мая 1850 — 13 июля 1882) — американский ганфайтер времён Дикого Запада.

## Биография
Родился в 1850 году в штате Индиана, в семье потомков голландских эмигрантов. В 1856 году его семья переехала в Либерти, Миссури, но спустя два года, в 1858 году, Ринго переехали в Галлатин. 30 июля 1864 года в Вайоминге, когда Ринго переезжали в очередной раз и были на пути к Калифорнии, отец Джона Мартин случайно выстрелил себе в правую часть лица из ружья, у которого соскочил предохранитель. Ринго приходился двоюродным братом банде «Братья Янгеры», так как их дядя Коулмен Янгер был женат на его тёте Огасте Питерс Айнскип. 
Участвовал в войне округа Мэйсон против немецких поселенцев, убил несколько человек, был посажен в тюрьму, в дальнейшем оправдан. Работал помощником шерифа. Среди современников Ринго считался отличным стрелком и опасным человеком, его многие опасались. 
После перестрелки 26 октября 1881 года в тумстоунском коррале О-Кей, когда братья Эрпы и Док Холлидей убили практически безоружных братьев Маклоури и Билли Клэнтона, Джонни Ринго в одиночку отправился к салуну Боба Хатча, где они скрывались, и стал  вызывать их выйти на бой с ним одним. Он оскорблял и унижал их, но Эрпы и Холлидей побоялись в открытую противостоять одинокому стрелку.
В июне 1882 года Ринго по неизвестной причине впал в депрессию, у него начались серьёзные проблемы с алкоголем. 14 июля 1882 года был обнаружен повешенным на дереве и с пулей в виске в каньоне Тёрки-Крик. При этом его сапоги остались привязаны к его лошади, которую обнаружили лишь две недели спустя.

## В культуре

### Игры
- Call of Juarez: Gunslinger. Согласно сюжету игры, Джонни Ринго был убит охотником за головами Сайласом Гривзом из мести за убитых братьев и разыграл историю с самоубийством, чтобы не дать себя вычислить другим бандитам - Джиму Риду и Роско «Бобу» Брайнту.

### Кинофильмы
- «Стрелок» (США, вестерн, 1950 г.; в роли Джонни Ринго — Грегори Пек)
- «Тумстоун: Легенда Дикого Запада» (США, вестерн, 1993 г.; в роли Джонни Ринго — Майкл Бин)

### Музыка
- Crown The Empire — Johnny Ringo (Limitless 2011)
- Crown The Empire — Johnny’s Revenge (The Fallout 2012)
- Crown The Empire — Johnny’s Rebellion (The Resistance: Rise Of The Runaways 2014)